# Понте Носа
По̀нте Но̀са (на италиански: Ponte Nossa; на ломбардски: Nossa, Носа) е село и община в Северна Италия, провинция Бергамо, регион Ломбардия. Разположено е на 465 m надморска височина. Населението на общината е 1800 души (към 2017 г.).